# Василиане
Орден святого Василия Великого (лат. Ordo Sancti Basilii Magni), также Василианский Орден святого Иосафата, Отцы Василиане — один из основных монашеских орденов Украинской греко-католической церкви.

## Об ордене и его названии
Традиционное название Ордена — Орден святого Василия Великого. Официальным, хотя менее известным и редко употребляемым, является название, которое приняли на одной из Генеральных Капитул Ордена в 1931 году, чтобы подчеркнуть роль святого священномученика Иосафата (Кунцевича) в формировании современной модели василианской жизни: Василианский Орден святого Иосафата; название это фигурирует в официальных церковных документах.
В Восточных католических церквах существует несколько орденов, следующих общежительному уставу, который приписывается св. Василию Великому, а именно: Василиане итальянского монастыря Гроттаферрата, Итало-албанская католическая церковь, Василиане Святейшего Спасителя, Василиане св. Иоанна Крестителя (соариты), Василиане-алеппинцы — эти три относятся к Мелькитской церкви. Существует также Конгрегация святого Василия.

## История
Орден был основан в 1617 году на основе монастырей, принявших Брестскую унию 1596 года. Первоначально именовался Орден (или конгрегация) Пресвятейшей Троицы под руководством протоархимандрита, избиравшегося тайным голосованием пожизненно. Устав Ордена был утверждён папой Урбаном VIII в 1631 году. Высшим органом василиан стали конгрегации, или капитулы.
Орден получил большое распространение в восточных областях Речи Посполитой, где большинство населения традиционно придерживалось византийского обряда. Деятельность ордена способствовала переходу в католичество восточного обряда православного населения восточных земель Речи Посполитой. Впоследствии орден был переименован в честь святого Иосафата Кунцевича.
С 1720 года все грекокатолические монастыри в Речи Посполитой принадлежали василианам. До конца XVIII века практически все грекокатолические киевские митрополиты были василианами. В середине XVIII века орден насчитывал 195 монастырей и более тысячи монахов.
В 1739 году на Василианской конгрегации во Львове было решено разделить василиан на две провинции: Литовскую (св. Троицы) и Польскую, или Русскую (Покрова Богородицы). Резиденцией протоархимандрита Польской провинции был определён Почаевский монастырь (в 1780—1781 Загоровский монастырь). В 1744 году папа Бенедикт XIV постановил избирать одного протоархимандрита для обеих провинций на 4 года поочерёдно из каждой провинции.
Большой упор в деятельности ордена был сделан на воспитание молодёжи, на этом поприще василиане соревновались с иезуитами, а после роспуска последних получили в своё владение несколько иезуитских коллегий, так что в конце XVIII века в их ведении находилось около двадцати шести училищ. Также василианам принадлежало 4 типографии, самая крупная располагалась в Почаевской лавре.
Период расцвета ордена закончился вместе с разделами Речи Посполитой. В 1773 году две василианские провинции распались на четыре: Литовскую и Польскую, которые остались в пределах Речи Посполитой, Белорусскую, отошедшую к России, и Галицкую, перешедшую к Австрии. В XIX веке орден фактически прекратил своё существование как централизованная организация (в 1804 году указом императора Александра I звание протоархимандрита было упразднено), хотя независимые василианские монастыри продолжали существовать в Австро-Венгрии. В Российской империи василианские монастыри за пределами Царства Польского были закрыты в 1830-х годах, а в Царстве Польском тридцатью годами позже.
К 1882 году орден сократился до 60 монахов в 14 монастырях, однако затем начался новый подъём ордена. В 1896 году папа Лев XIII утвердил новую конституцию ордена. Василиане начали активно основывать миссии в Новом Свете, работая в первую очередь с украинскими и белорусскими эмигрантами. К 1939 году число монахов выросло до 650 человек.
После Львовского собора 1946 года и запрета Украинской грекокатолической церкви деятельность василиан в Советском Союзе носила нелегальный характер, а монастыри ордена продолжали существовать лишь в странах диаспоры.
После распада СССР и выхода грекокатоликов из подполья орден был восстановлен на Украине и в других центрально- и восточноевропейских странах, включая Белоруссию.
В настоящее время орден принимает активное участие в возрождении Грекокатолической церкви на Украине и распространении её деятельности в восточных регионах страны. На Украине василианам принадлежит 31 монастырь. Всего, по данным на 2014 год, орден насчитывал 528 монахов, 345 из которых составляли священники.

## Протоархимандриты
- И. В. Рутский 1617—1621
- Л. К. Ржевуский 1621—1626
- Р. Корсак 1626—1636
- П. Война-Оранский 1636—1652
- А. Селява 1652—1661
- Я. Суша 1661—1666
- Г. Коленда 1666—1675
- П. Огилевич 1675—1679
- С. М. Бусинский 1679—1686
- И. Петкевич 1686—1690
- С. Огурцевич 1690—1694
- И. Кушевич 1694—1703
- Л. Кишка 1703—1713
- В. Процевич 1713—1717
- М. Ветржинский 1717—1719
- А. Завадский 1719—?
- К. Столповицкий-Лебецкий ?—1727
- А. Томилович 1727—1739
- П. Журавский 1739—1743
- П. Мигуневич 1743—1747
- И. Билинский 1747—1751
- И. Лисянский 1751—1759
- И. Билинский 1759—1772
- Порфирий Скарбек-Важинский 1772—1780
- И. Моргулец 1780—1786
- И. Корчинский 1786—1788
- Порфирий Скарбек-Важинский 1788—1791
- М. Вильчинский 1792—1793
- А. Фальковский 1793—1802
- Ю. Гусаковский 1802—1804

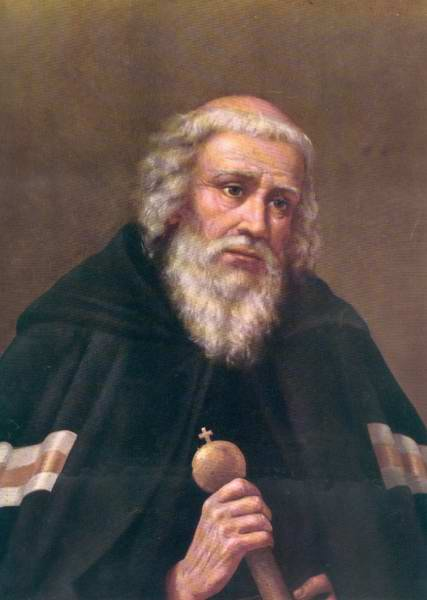
Иосиф Рутский
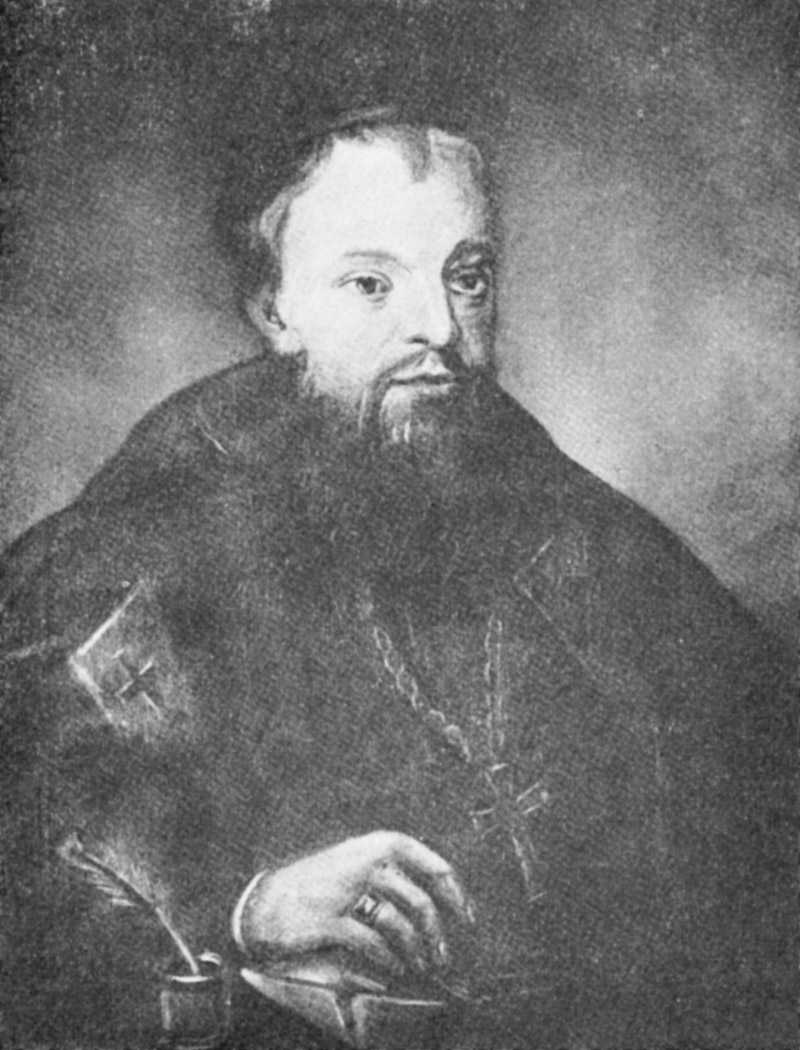
Рафаил Корсак
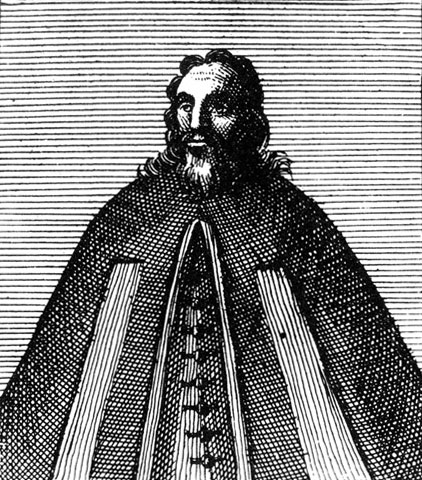
Антоний Селява
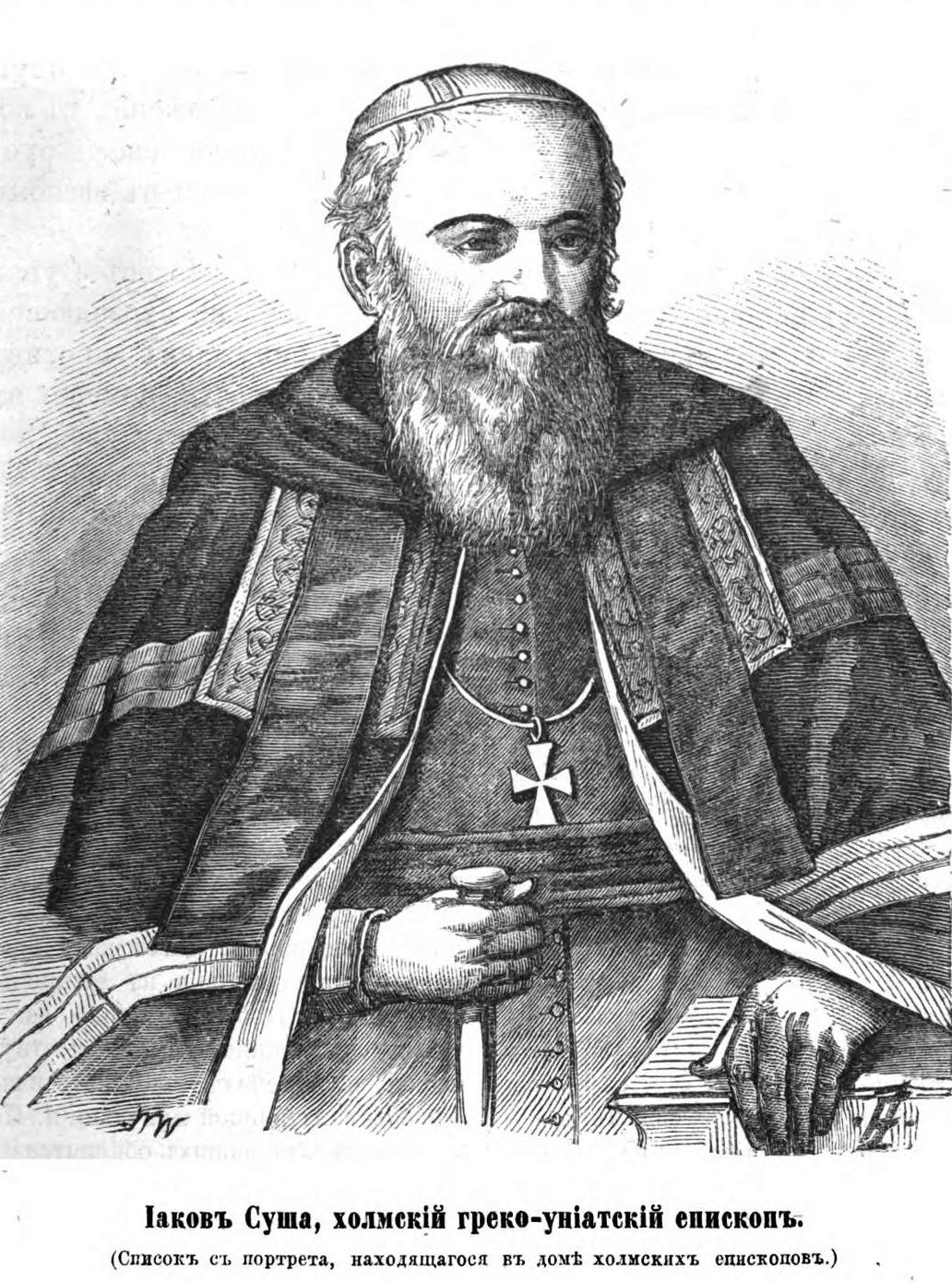
Яков Суша
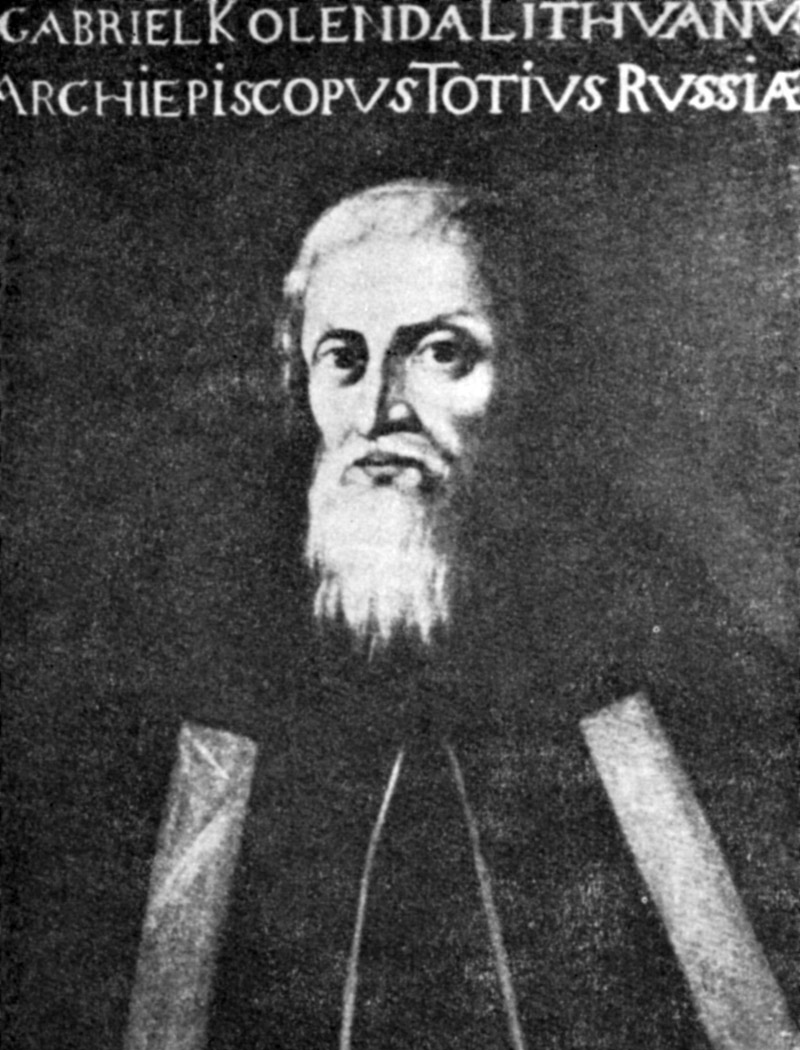
Гавриил Коленда
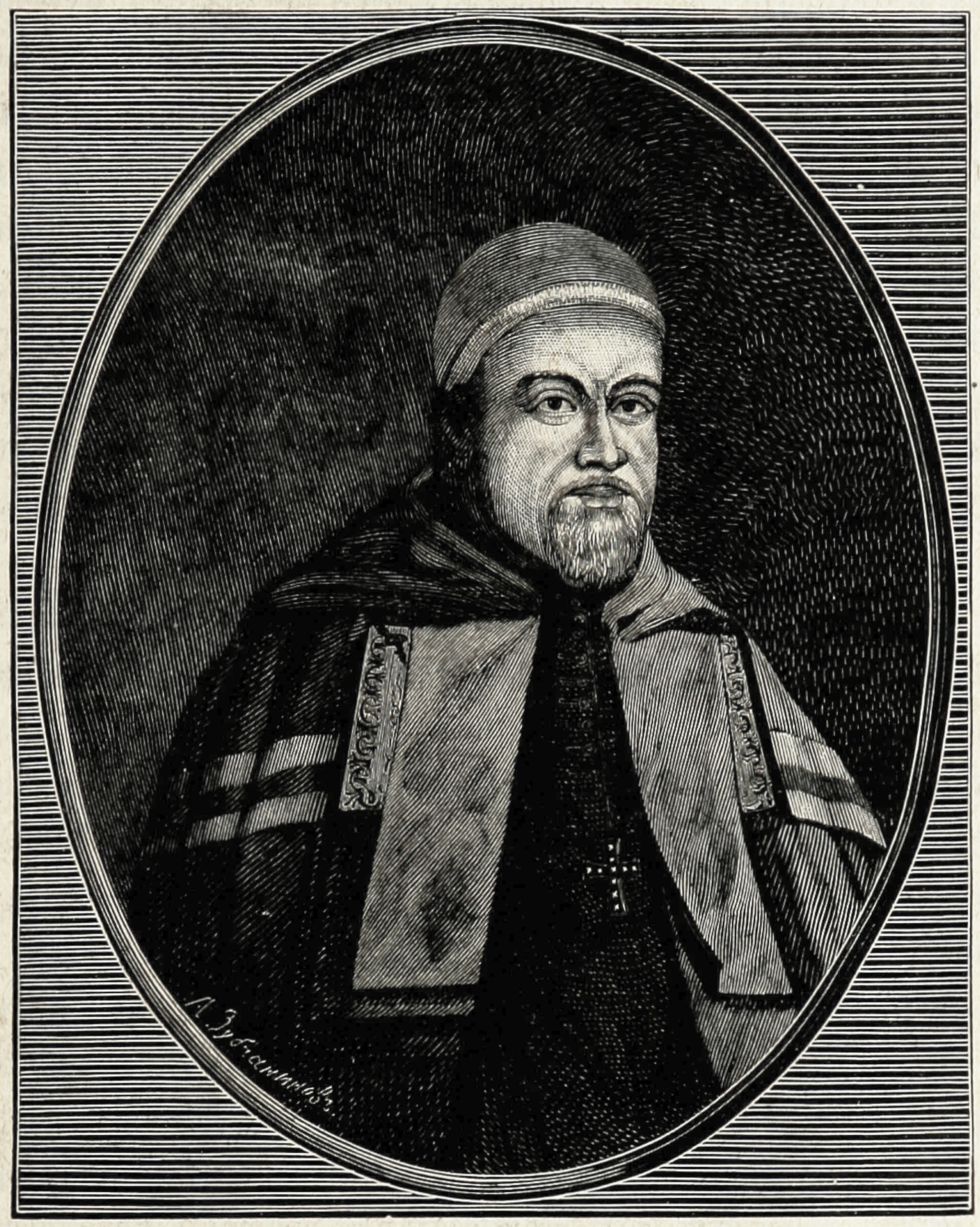
Лев Кишка
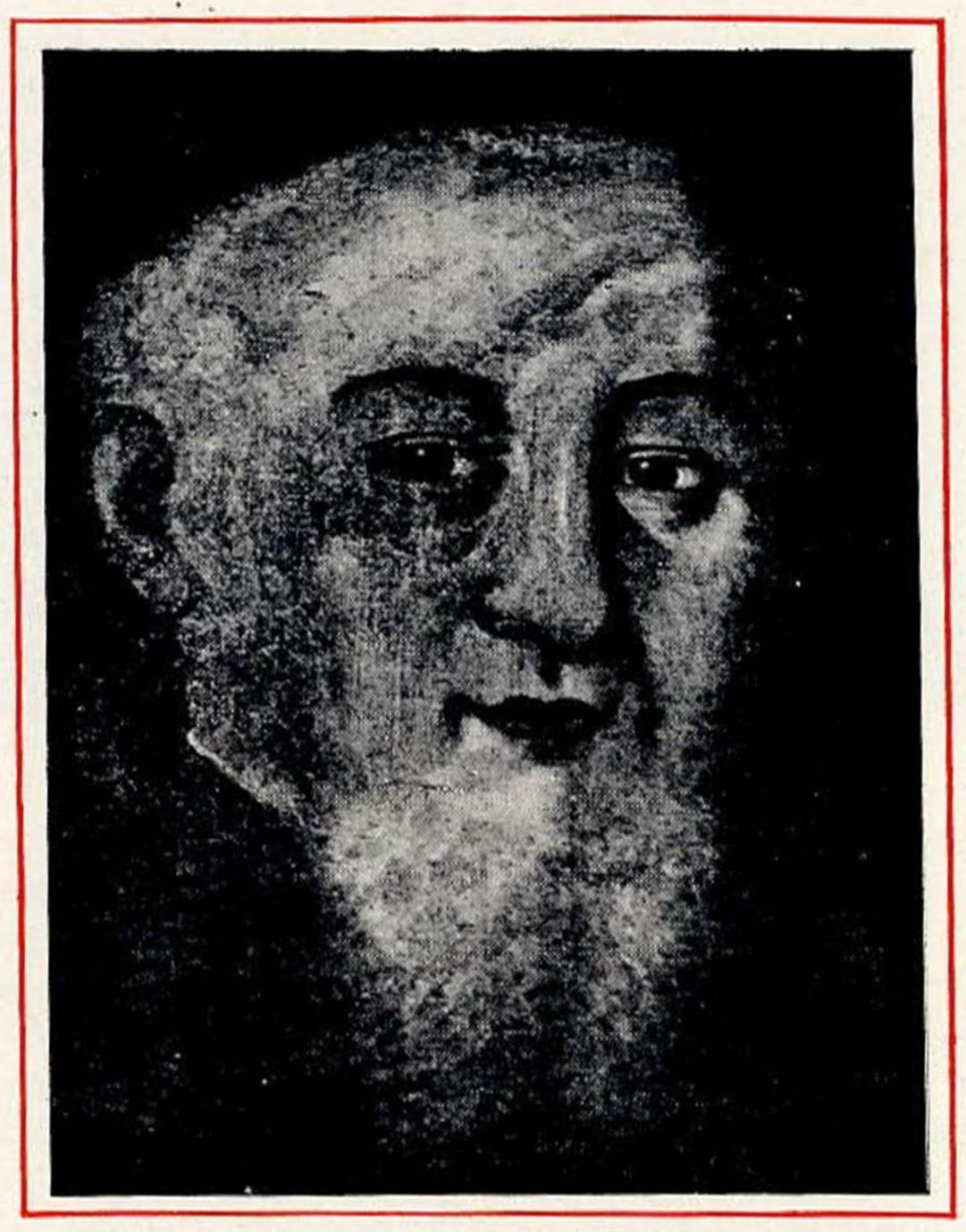
Ипатий Белинский
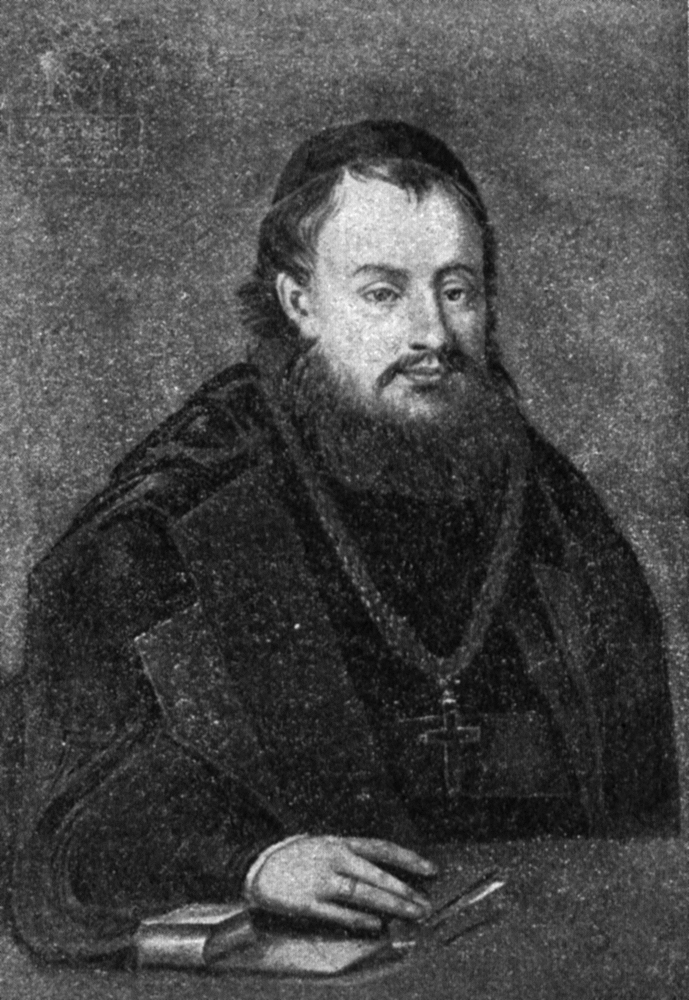
Порфирий Скарбек-Важинский
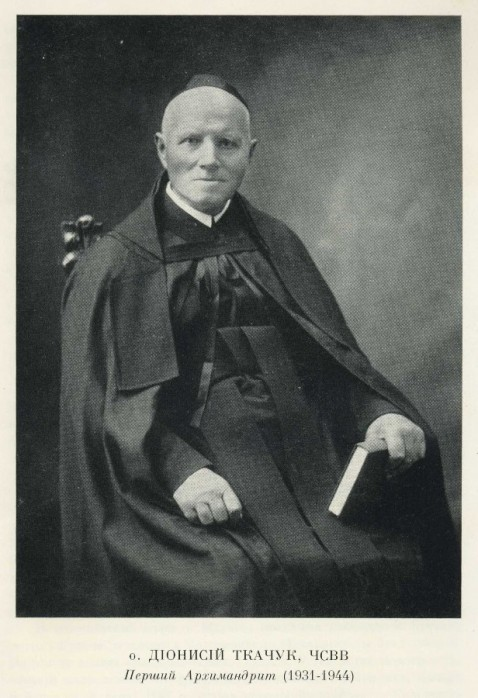
Дионисий Ткачук
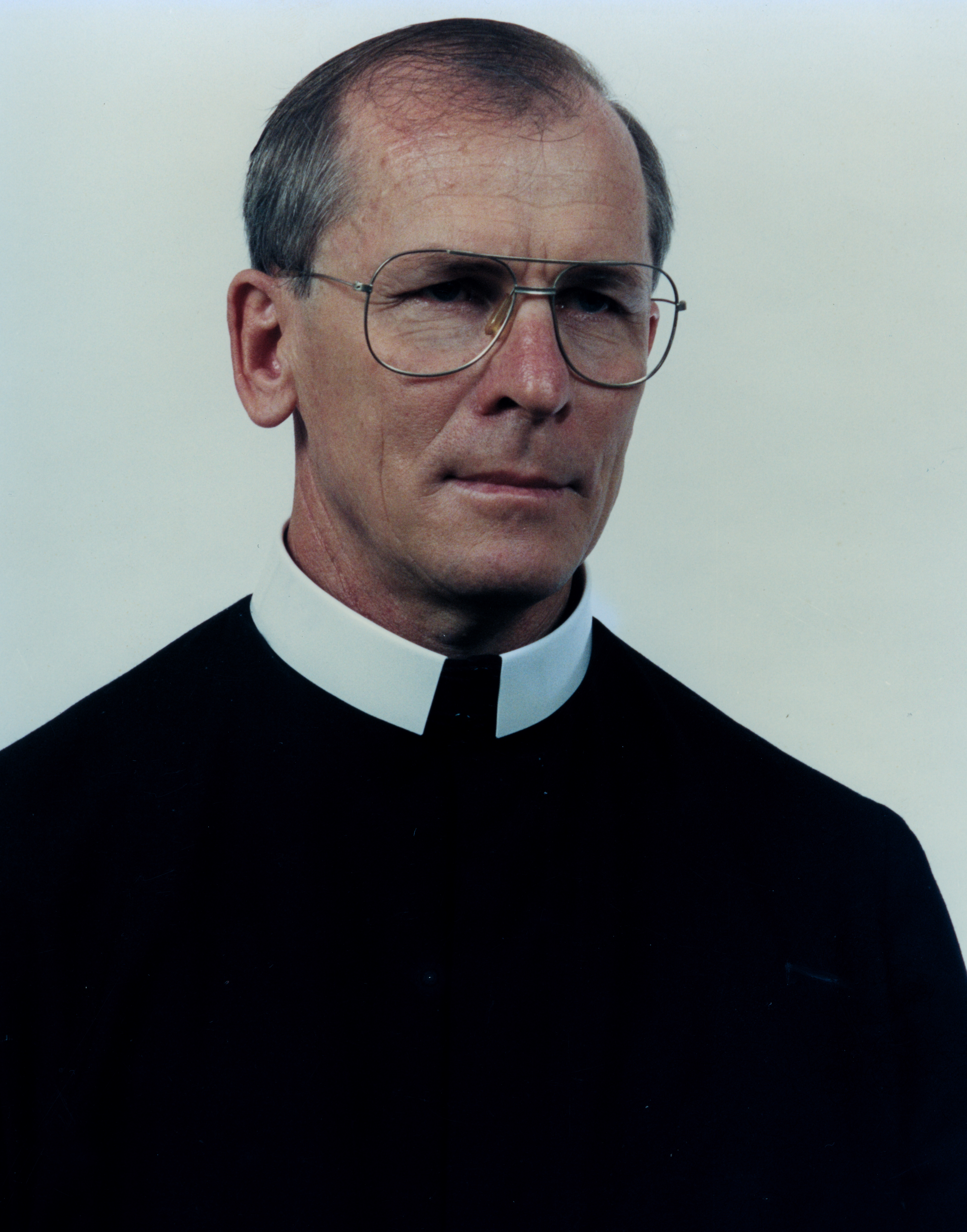
Дионисий Ляхович
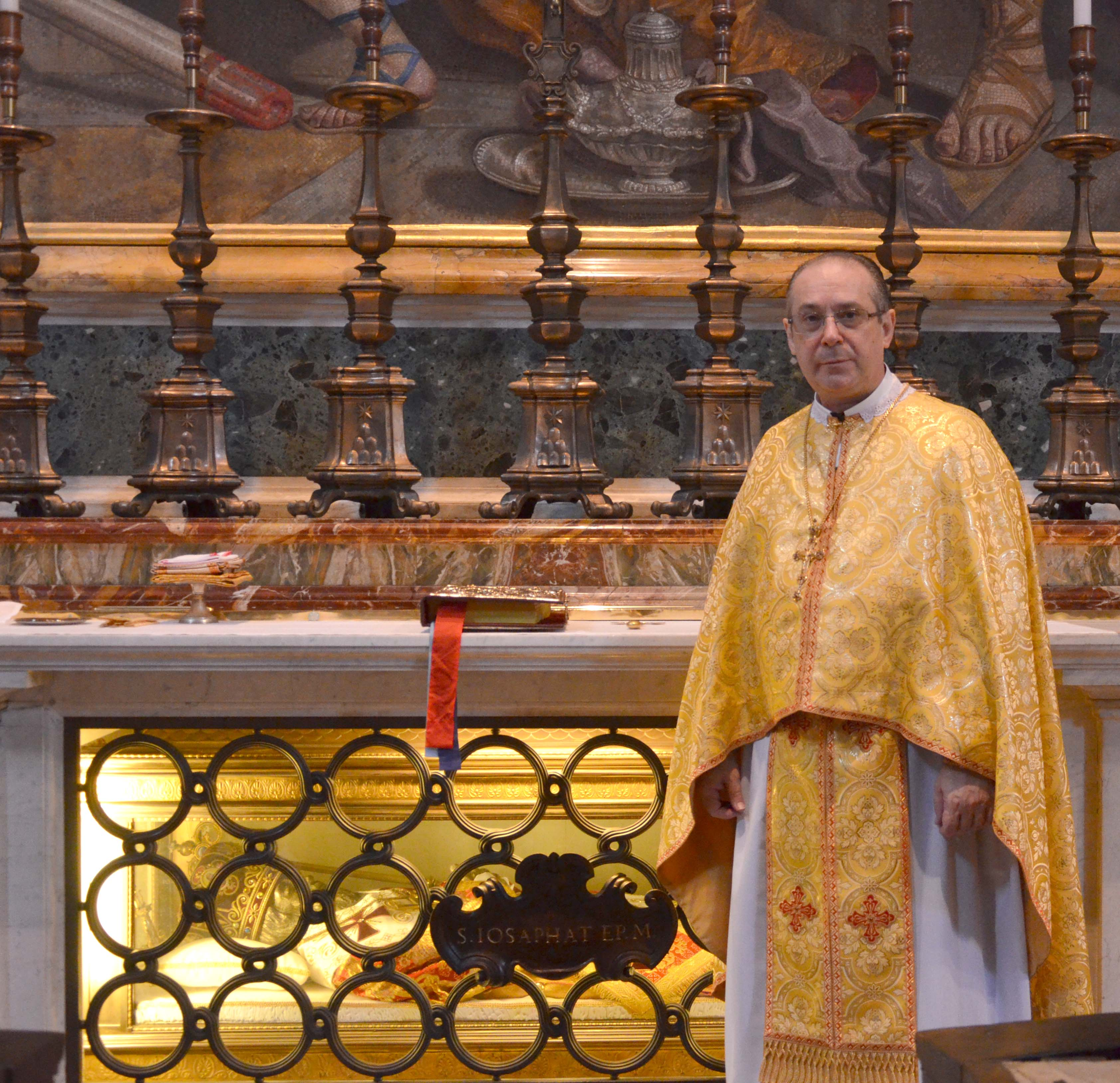
Василий Ковбич
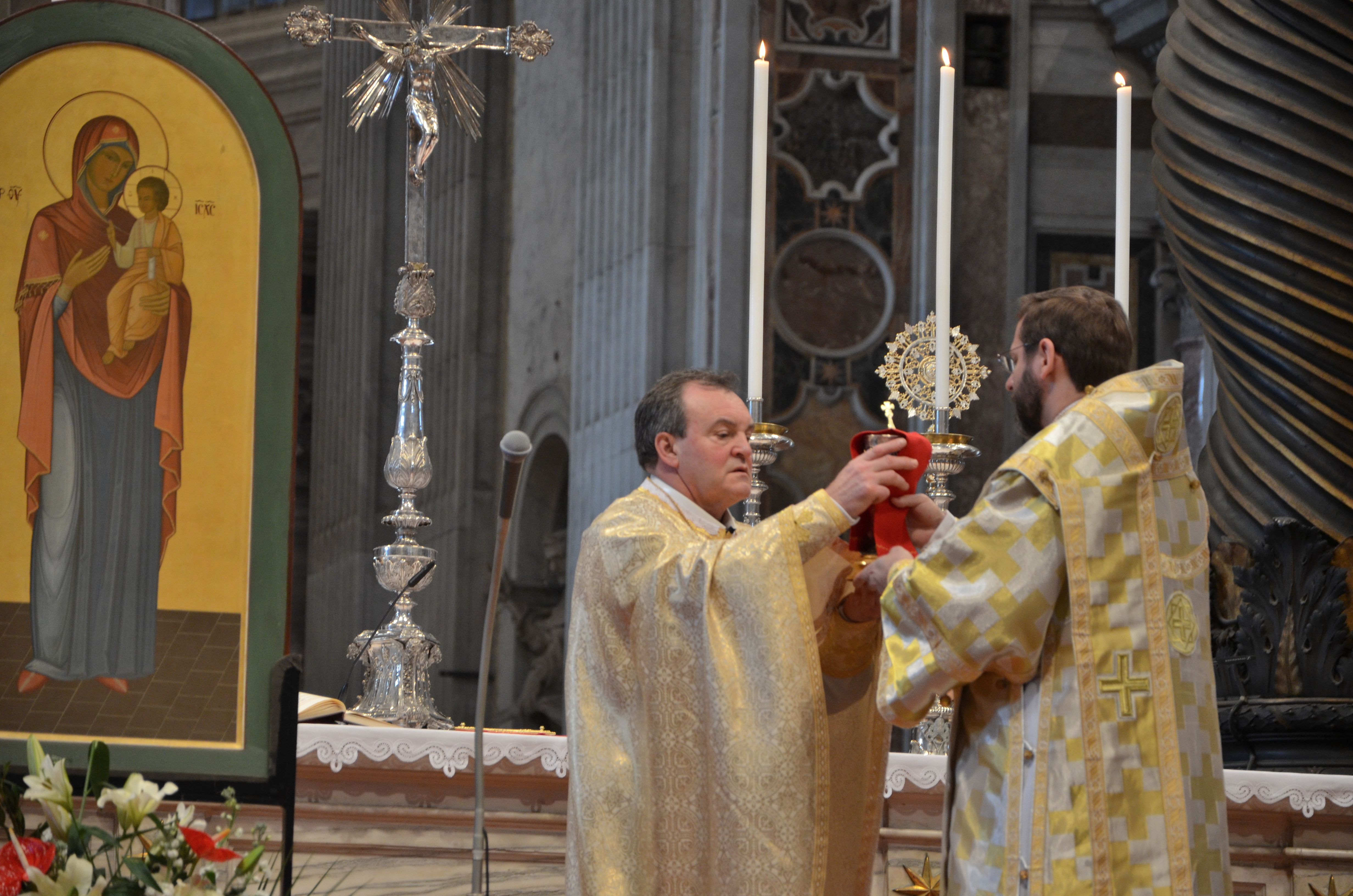
Генезий Виомар